# Zine Eddine Boughaba
Zine Eddine Boughaba (en arabe : زين الدين بوغابة), né le 21 mars 2000 en Algérie, est un handballeur international algérien.

## Palmarès

### En équipe d'Algérie
Championnats du monde
- 30e place au Championnat du monde 2025 ( Croatie/ Danemark/ Norvège)